# Sparreviken
Sparreviken är en lägergård utanför Ljungskile som drivs av KFUK-KFUM. Där brukar bland annat skapar-, indian-, konfirmand- och sommarläger för barn och unga äga rum. På Sparreviken bedrivs många olika aktiviteter, såsom segling, kajak- och kanotpaddling och annat friluftsliv.
Lägergården har funnits sedan 1942, grundad av Torsten Billger. En annan eldsjäl i gårdens historia är Kaj Browall som förde dit otaliga scoutkullar från scoutkåren Jägarna av KFUK-KFUM i Göteborg. KFUK-KFUM-scoutkårerna på västkusten har många av sina kårläger, distriktläger och ledarutbildningar på gården.